# Dicranomyia upoluensis
Dicranomyia upoluensis là một loài ruồi trong họ Limoniidae. Chúng phân bố ở miền Australasia.